# بحران (القطن)
'

تعديل مصدري - تعديل

بحران هي إحدى قرى عزلة القطن بمديرية القطن التابعة لمحافظة حضرموت، بلغ تعداد سكانها 185 نسمة حسب تعداد اليمن لعام 2004.